# Sebald
Svatý Sebald, latinsky Sinibaldus nebo Sebaldus, je římskokatolickou církví uctívaný germánský světec, historicky nedoložená postava poutníka, žijícího v 7. století-8. století, podle jiných legend v 9. či dokonce v 10. století. Je to lokální patron města Norimberka, Bavorska a dobytka. Svátek má 19. srpna.

## Legendy

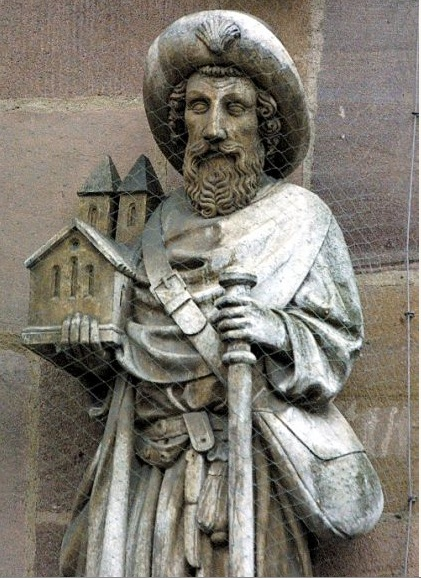
Gotická socha sv. Sebalda na průčelí norimberského chrámu

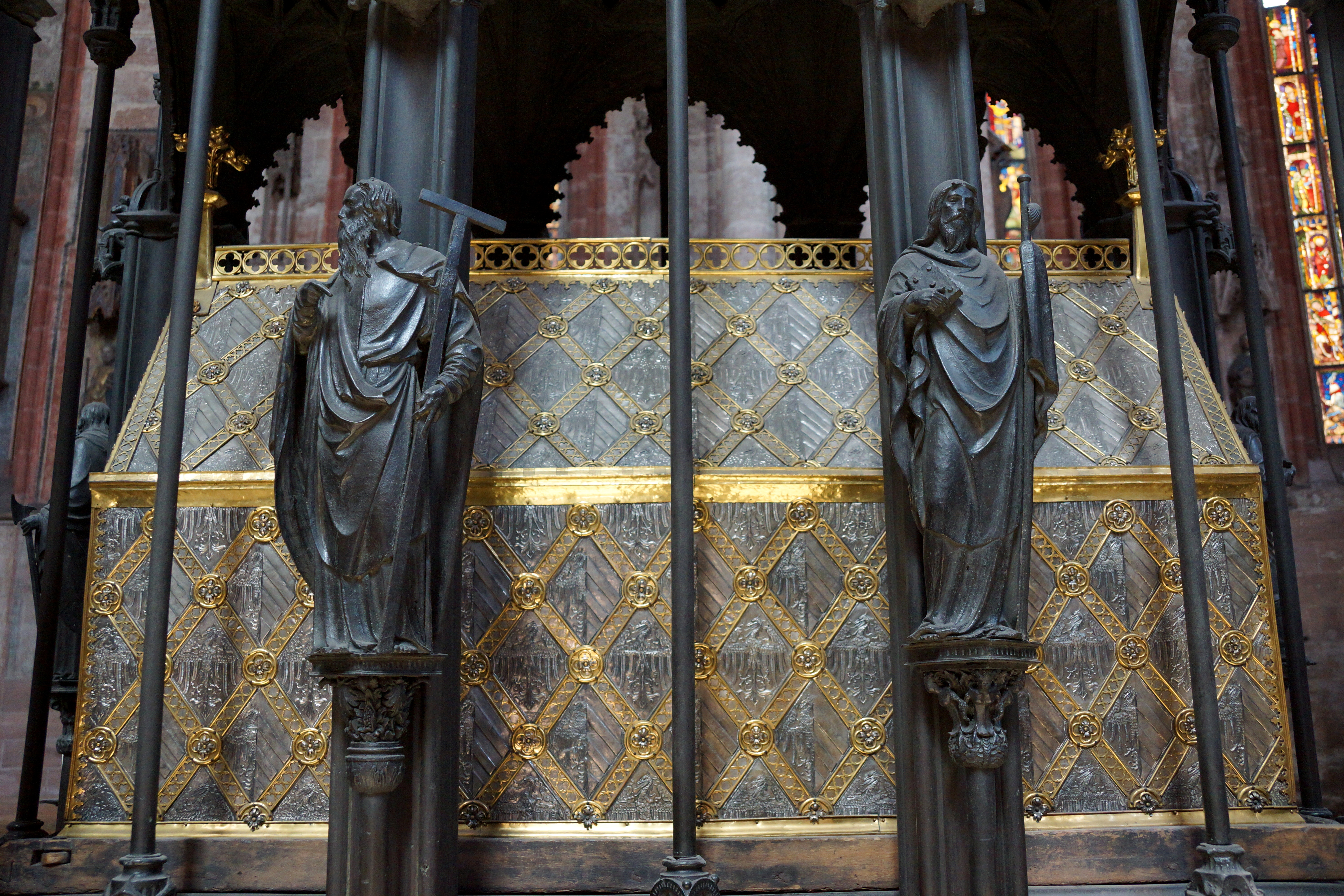
Relikviářová skříň sv. Sebalda

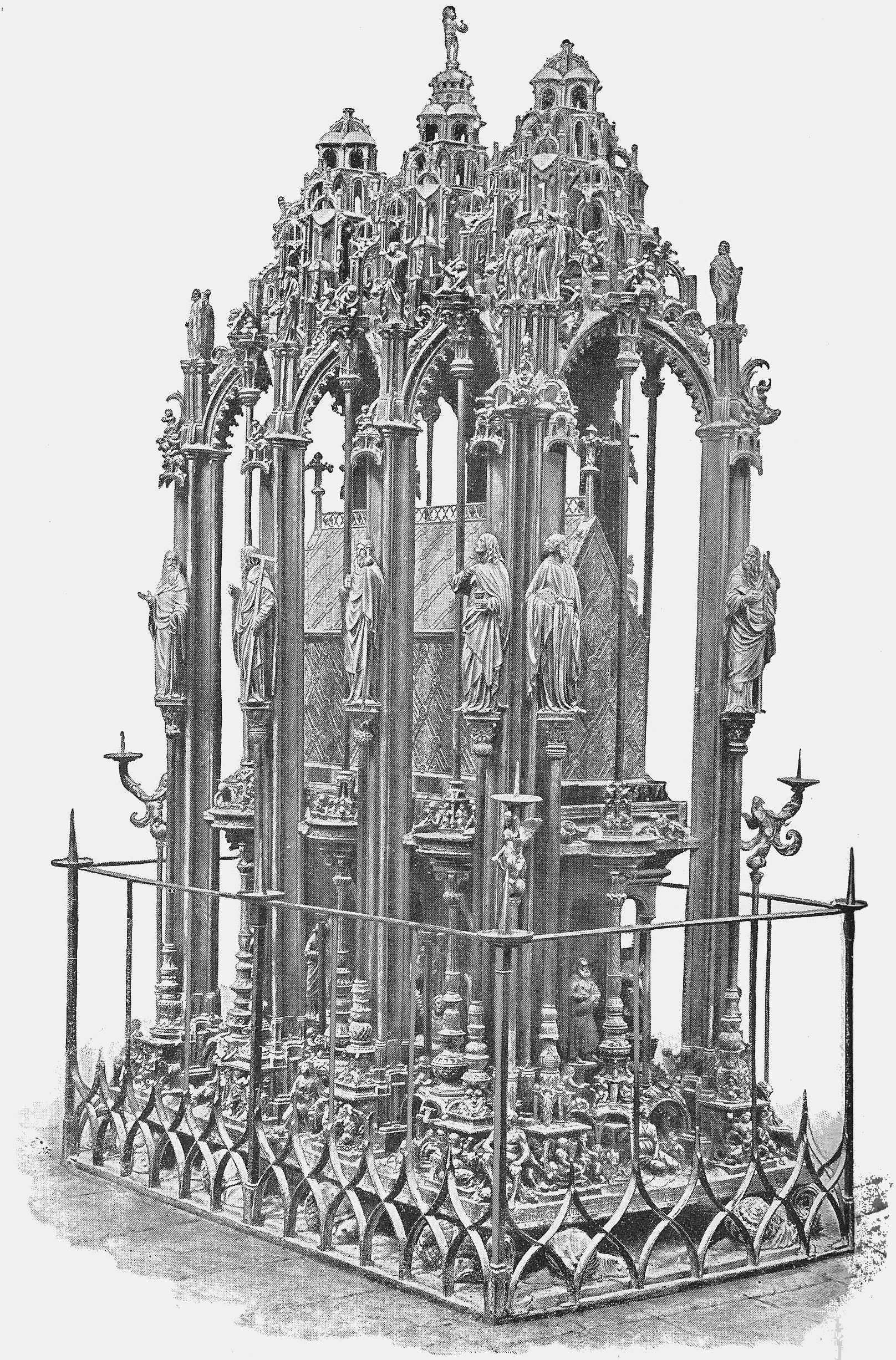
bronzový monument Petra Vischera

První věrohodná data o jeho kultu z let 1070 až 1072 jsou spojena s Lambertem z Hersfeldu, který zaznamenal zázraky na jeho hrobě v Norimberku. Od té doby se šířila lokální lidová úcta k Sebaldovi v horních Frankách a v Bavorsku, podporovaná oficiální církví, která kromě záznamů zázraků neměla o Sebaldově životě žádné údaje. Přesto byl před svatořečením Sebaldovi postaven kostel.
Nejstarší legenda o Sebaldově životě pochází z raného 14. století a dochovala se v letní části Pasionálu z Bodleyovy knihovny v Oxfordu. Podle ní byl Sebald synem dánského krále a po zásnubách s francouzskou princeznou se rozhodl pro asketický život, opustil nevěstu a vydal se na pouť. Cestou potkal svaté Willibalda a Wunibalda, s nimiž poobědval, když byli zázračně obdarováni chlebem a vínem. Na své poutní cestě Sebald dorazil do Itálie, kde kázal ve Vicenze a pokračoval do Říma k papeži Řehořovi III., který ho (podle jiné verze legendy s Wilibaldem) vyslal do Bavorska na misii. Cestou na severozápad přes řeku Dunaj přeplul na svém plášti a dále žil jako poustevník v okolí Norimberka, kde zažil četné jiné zázraky, včetně posmrtné pouti na určené místo pohřbu v Norimberku.
Na podkladě legendy 25. března roku 1425 papež Martin V. Sebalda prohlásil svatým patronem Norimberka.

## Hrob
Jeho hrob byl od 12. století v norimberském Petrském kostelíku. Již před Sebaldovým svatořečením byl v letech 1361-1375 postaven významný trojlodní gotický kostel sv. Sebalda, ostatky do něj přeneseny a zhotovena na ně stříbrná relikviářová skříň se sedlovou střechou a reliéfními znaky města Norimberka. Roku 1361 tam získal relikvii v podobě žebra sv. Sebalda císař Karel IV., dal na ni zhotovit stříbrnou pozlacenou skříňku a daroval ji do katedrály sv. Víta v Praze. Relikviář byl zničen v době husitské. Osud další relikvie, odvezené do kaple sv. ostatků na Karlštejně není jasný, protože se nepodařilo určit, který ze zobrazených světců je sv. Sebald.
V letech 1507-1519 na norimberskou tumbu zhotovil kovolitec Peter Vischer starší renesanční sloupovou architekturu, tzv. Sebaldův hrob.
Zázraky, jako navrácení zraku slepci, záchrana tonoucího nebo posmrtné divy, byly připisované Sebaldovi příchozími poutníky, stejně jako léčivé účinky, a jeho lebkou byly ve středověku léčeny těhotné ženy.

## Ikonografie
Bývá zpodoben jako vousatý poutník s holí, pláštěm a kloboukem, jak kráčí krajinou nebo stoluje v přírodě se svatými Wilibaldem a Wunibaldem (například oltářní deska v kapli münsteru ve Švábském Gmündu nebo jak drží v ruce model norimberského kostela sv. Sebalda. Nejčastěji se objevuje v renesančním umění z okruhu císaře Maxmiliána I. z let 1500 -1530, počínaje okruhem Albrechta Dürera.

## Patrocinium
- patron měst Norimberk, Bamberk a Eichstätt.
- poutní kostely: sv. Sebalda v Norimberku a Sankt Sebald am Heiligenstein
- kaple: Schwäbisch Gmünd, Vicenza
- ochránce dobytka a těhotných žen